# 中村洋二郎
中村 洋二郎（なかむら ようじろう、1935年6月6日 - 2025年3月8日）は、日本の弁護士。新潟県弁護士会所属。1981年度新潟県弁護士会長、1987年度日本弁護士会連合会副会長を務めた。新潟県新潟市出身。

## 略歴
- 1959年（昭和34年）3月 - 東京大学法学部私法科卒業[3]
- 1961年（昭和36年）3月 - 東京弁護士会に弁護士登録[2]
- 1970年（昭和45年） - 新潟県弁護士会に登録換え[2]
- 1981年（昭和56年）4月 - 新潟県弁護士会会長[2]
- 1987年（昭和62年）4月 - 日本弁護士連合会副会長[2]
- 2007年（平成19年）6月 - 新潟水俣病共闘会議議長[3]
- 2025年3月8日 - 病気のため新潟市内の自宅で死去。89歳没[4][5]